# 립 밴 윙클
립 밴 윙클 ( Rip Van Winkle ) 은 미국의 작가인 워싱턴 어빙이 1819년에 쓴 단편 소설이다.  립 밴 윙클이란 이름을 가진 네덜란계 미국인이 미국이 영국의 식민지였을 당시 캣스킬 산맥에서 신비로운 네덜란드인을 만나서 술을 마신 뒤 잠이 든다.  그가 잠에서 깨어 보니 20년이 지나 있었고, 전혀 다른 세상이 되어 있었으며, 그 때는 미국 독립 혁명이 지난 뒤였다.  
이 단편소설은 그의 수필집인 신사 제프리 크레용의 스케치북에 포함되어 있다.  이 소설의 배경인 캣스킬 산맥은 그가 후에 주거한 곳이었으나, 그가 이 작품을 쓸 당시엔 그곳을 다녀 간적이 없었다고 주장하였다. 

## 같이 보기
- 인체냉동보존
- 에피메니데스
- 잠자는 숲속의 미녀